# Абрахам, Пал
Пал (Пол) А́брахам (венг. Ábrahám Pál, нем. Paul Abraham, англ. Paul Abraham; 2 ноября 1892 — 6 мая 1960) — венгерский композитор, создатель популярных оперетт и музыки к кинофильмам.
В русских источниках имя композитора встречается как в венгерском написании (Пал), так и в английском (Пол); немецкая форма (Пауль) почти не используется.

## Биография
Пал Абрахам родился в ассимилированной еврейской семье в городе Апатине (ныне на территории Сербии, ранее входил в состав Венгрии). Его мать была пианисткой, отец — директором банка. Пал Абрахам очень рано проявил выдающиеся музыкальные способности. После смерти отца семья переехала в Будапешт. Здесь Абрахам учился в Торговой школе, затем (1910—1916) — в Будапештской музыкальной академии, где изучал виолончельное мастерство у Адольфа Шиффера и композицию у Виктора фон Херцфельда. На концертах в Музыкальной академии прозвучали первые сочинения Абрахама, в том числе концерт для виолончели, струнный квартет и «Венгерская серенада». Впоследствии Абрахам пробовал писать и духовную музыку, но все эти его сочинения остались незамеченными публикой, их партитуры не сохранились.
В годы Первой мировой войны Абрахам был призван в австро-венгерскую армию в качестве солдата и воевал на Восточном фронте. По некоторым данным, он попал в русский плен; воспоминания об этом событии нашли впоследствии отражение в либретто оперетты «Виктория и её гусар».
В 1927 году Абрахам написал музыкальное сопровождение для немого фильма «Женщина с Востока» и начал работать в качестве капельмейстера в Будапештском театре оперетты. В 1928 году состоялась премьера первой оперетты Абрахама «Замужняя девица» («Az utolsó verebély lány», в немецком варианте — «Der Gatte des Fräuleins»). 21 февраля 1930 года в Будапеште с большим успехом проходит премьера его оперетты «Виктория». Она сразу же была замечена немецкими театральными агентами, и по их настоянию Абрахам переезжает в Берлин — театральную столицу Европы того времени и крупный европейский центр развлечений.
В Берлине свои услуги ему незамедлительно предлагают Альфред Грюнвальд и Фриц Лёнер-Беда — прославленные либреттисты Кальмана и Легара. Работая по 24 часа в сутки, Грюнвальд и Лёнер-Беда за неделю переписали венгерское либретто «Виктории»; под названием «Виктория и её гусар». Для проверки популярности оперетта ставится сначала в Лейпциге, а в сентябре 1930 года — на подмостках легендарного Метрополь-театра в Берлине. Берлинская премьера прошла с сенсационным успехом. Абрахам, дирижировавший премьерой в белых шёлковых перчатках, за один вечер стал европейской знаменитостью. В прессе его сразу же назвали «кронпринцем оперетты», намекая на закат популярности «королей» жанра (Легара и Кальмана) и появление их наследника.
В последующие годы Абрахам продолжил сотрудничество с Грюнвальдом и Лёнер-Бедой: в 1931 году в лейпцигском театре состоялась премьера их оперетты Цветок Гавайев, в 1932 году в берлинском Шаушпильхаусе — Бал в Савойе. Заглавные партии в них исполняли такие звезды музыкальной сцены, как Гитта Альпар, Рози Барсони, Рита Георг, Оскар Денеш, Герберт Эрнст Гро. Многочисленные шлягеры абрахамовских оперетт — «Танголита», «Пардон, мадам», «Моя мама из Йокогамы», «Маузи» и др. — зазвучали на всех континентах. К Абрахаму пришла мировая слава, а вместе с ней — и материальное благосостояние. Композитор купил виллу на респектабельной Фазанен-штрассе рядом с Курфюрстендамм, завёл роскошную машину с шофером. Успех и достаток не мешали, однако, продолжению интенсивной работы: Абрахам пишет музыку к только что появившимся звуковым фильмам, бесчисленные музыкальные номера для ревю, варьете и т. п., организовывает собственный оркестр и выступает с ним в качестве дирижёра.
Как опереточный композитор, Абрахам очень тонко чувствовал веяния времени и запросы публики. Он, не задумываясь, сломал музыкальные и драматургические каноны, сложившиеся в творчестве его предшественников и современников. Музыка оперетт и фильмов Абрахама — это букет самых разных ритмов: чардаша и джаза, вальса и фокстрота, польки и чарльстона. Состоявшаяся 24 декабря 1932 году его последняя берлинская премьера — «Бал в „Савойе“», — стала последним крупным событием в истории довоенной европейской оперетты.
После прихода к власти национал-социалистов оперетты Абрахама, написанные евреем-композитором на тексты евреев-либреттистов, сразу же исчезают из репертуара немецких театров. В 1933—1939 годы Абрахам живёт в Вене и Будапеште. В эти годы он продолжает напряжённо работать: пишет музыку к многочисленным фильмам, новые оперетты (в частности, «футбольную» оперетту «Рокси и его команда», музыкальную мелодраму «Джайна» и др.). Однако их популярность не идёт ни в какое сравнение с произведениями берлинского периода.
Аншлюс сокращает жизненное пространство Абрахама до одного Будапешта, а после того, как правительство графа Пала Телеки утверждает так называемый «Второй еврейский закон», и это жизненное пространство исчезает. Без жены Шарлотты, венгерки по национальности, отказавшейся уезжать в эмиграцию, но в сопровождении очень юной подруги Ивонны Ульрих Абрахам оказывается в Париже. Здесь, в обществе таких же, как он, эмигрантов — Кальмана, Роберта Штольца, Гитты Альпар и других — Абрахам относительно спокойно проводит около года, занимаясь сочинением музыки для французского кинематографа.
Когда немцы входят в Париж (1940 год), почти все члены эмигрантской компании Абрахама, включая Ивонну Ульрих, успевшую за это время стать пятой женой Штольца, направляются в США. Сам же Абрахам избирает более долгий и рискованный путь: вначале какое-то время живёт в Касабланке, потом в Гаване и лишь затем добирается до Америки.
Очутившись в Нью-Йорке, Абрахам поначалу был полон надежд на продолжение творческой работы, на то, что он вновь будет востребован, и его оперетты пойдут на Манхэттене, а голливудские продюсеры начнут наперебой предлагать ему заказы. Эти надежды не оправдались. Живя в Нью-Йорке, Абрахам перебивался случайными заработками: работал аккомпаниатором, переписывал ноты. Прежние друзья, сохранившие своё состояние и вполне преуспевавшие в Америке — Кальман, Штольц, Оскар Штраус, Ральф Бенацкий и другие — отвернулись от него. Лишь давний будапештский товарищ Пауль Александер перевёл как-то Абрахаму 500 долларов. Несколько месяцев Абрахам вместе с Грюнвальдом, тоже прозябавшим в Нью-Йорке, воодушевлённо писал мюзикл «Тамбурин». Однако все попытки договориться о его постановке с директорами бродвейских театров потерпели крах. Здоровье композитора стало резко ухудшаться, но денег на врачей не хватало. Абрахам жил в отеле в кредит, всеми забытый и никому не нужный.
Первые симптомы психического заболевания проявились у Абрахама в 1943 году. Кризис наступил 5 января 1946 года. С диагнозом «острый психоз» Абрахама поместили в психиатрическую больницу в Бруклине. Здесь Абрахам, не помнивший, кто он, и как его зовут, жил в палате на 14 человек и работал мойщиком на кухне. Стараниями врачей его физическое состояние постепенно стабилизировалось, но психика не восстановилась уже никогда.
После окончания войны оперетты Абрахама вновь начали ставиться на немецкой, венгерской и австрийской сценах, появились их новые экранизации. Абрахам при жизни стал классиком, хотя сам живой классик ничего об этом не знал. Человек, 10 лет находившийся в палате для «тихих пациентов» Кридмурского госпиталя, по сути дела, не имел никакого отношения к прежнему Абрахаму. В Европе все считали, что «кронпринц оперетты» давно умер и похоронен в братской могиле где-то под Нью-Йорком. Факт физического существования Абрахама обнаружился случайно, когда американские власти вдруг решили выслать его из страны, сославшись на то, что он въехал в США по гостевой визе, и срок её действия истек много лет тому назад.
В Германии стараниями Пауля Александера был создан «Комитет Пауля Абрахама», которому, при помощи немецкого правительства, удалось собрать средства для перевозки композитора в Европу. 30 апреля 1956 года самолёт, в котором, помимо Абрахама, находилось ещё свыше пятидесяти немощных и больных эмигрантов, приземлился в аэропорту Франкфурта-на-Майне. В здании аэровокзала Абрахама встречали лишь несколько фотокорреспондентов и небольшой оркестр, который, по просьбе Александера, при появлении композитора сыграл чардаш из «Виктории и её гусара». Очевидцы рассказывают, что Абрахам, послушав оркестр, произнес: «Красивая, но несовременная музыка. Кто её написал?».
Дом Абрахама в Берлине был разрушен бомбой в 1945 году. Собственно, и самого Берлина, знакомого Абрахаму, уже давно не существовало. «Кронпринца оперетты» поместили в клинику нервных болезней университетской больницы Гамбурга. Здесь его лечащим врачом стал профессор Ханс Бюргер-Принц, в 1933—1945 годаха бывший активным членом НСДАП и «Национал-социалистического союза врачей». Немецкое правительство назначило Абрахаму небольшую пенсию в размере 500 марок в месяц. Кроме того, некоторые театры и издатели вновь начали перечислять на банковский счет Абрахама, которым он, вследствие недееспособности, не мог распоряжаться, его авторские гонорары. Среди прочего, деньги стали поступать и из США: там оперетты Абрахама неожиданно обрели популярность на Бродвее.
Возможно, материальные соображения стали одной из причин того, что в 1957 году из социалистической Венгрии к Абрахаму в Гамбург переехала его жена Шарлотта; они не виделись 17 лет, и Абрахам не узнал её. Шарлотта сняла пятикомнатную квартиру недалеко от клиники, и врачи разрешили Абрахаму, не представлявшему, по их мнению, никакой опасности для общества, переселиться в эти апартаменты. Живя в Гамбурге, Абрахам был абсолютно уверен, что он находится в Нью-Йорке, и часто пытался говорить с врачами и женой по-английски. Иногда Абрахам садился за рояль и мастерски импровизировал. Когда перед ним ставили ноты его сочинений, он послушно исполнял их с листа.
В начале 1960 года Абрахам начал жаловаться на сильные боли в животе и быстро худеть. Во время обследования врачи обнаружили у него на колене меланому. 6 мая 1960 года Абрахама срочно положили на операционный стол. Через несколько часов после операции «кронпринца оперетты» не стало, он не вышел из наркоза.
По настоянию жены, Абрахам был похоронен на христианском участке Ольсдорфского кладбища в Гамбурге.

## Творчество

### Оперетты
- Zenebona (1928), в соавторстве
- Der Gatte des Fräuleins (1928)
- Es Geschehen noch Wunder (1929)
- Виктория и её гусар (Viktoria und ihr Husar, 1930)
- Цветок Гавайев (Die Blume von Hawaii, 1931)
- Бал в «Савойе» (Ball im Savoy, 1932)
- Märchen im Grand-Hotel (1934)
- Viki (1935)
- Dschainach, das Mädchen aus dem Tanzhaus (1935)
- Roxy und ihr Wunderteam (1936)
- Юлия (Julia, 1937)
- Белый лебедь (Der weisse Schwan, 1938)

### Фильмография
- Личная секретарша (1931, Германия).
- Viktoria und ihr Husar (1931, Германия).
- Die Blume von Hawai (1932/33, Германия).
- Ball im Savoy (1934, Австрия), с Гиттой Альпар (Gitta Alpar).
- Мелодии одной оперетты (1978, Советское телевидение), по оперетте «Бал в Савойе».
- Бал в Савойе (1985, СССР, Таллинфильм).